# Xishan, Wuxi
Xishan är ett stadsdistrikt i Wuxi i Jiangsu-provinsen i östra Kina.